# Sira (Musikproduzent)
Sira (* 19. Juli 2000 in Berlin; bürgerlich Aris Apkar Aram Pehlivanian), Eigenschreibweise SIRA, ehemals SiraOne, ist ein deutscher Musikproduzent aus Berlin. Er steht bei Warner/Chappell Music unter Vertrag.

## Leben
Mit einer Körpergröße von 193 cm spielte Pehlivanian in seiner Jugend Basketball und spielte in der Nachwuchs-Basketball-Bundesliga 2018/19 bei Berlin Tiger. 2019 nahm er für Armenien an der U-20-Basketball-Europameisterschaft teil.
Pehlivanian, damals noch SiraOne, erreichte 2022 mit dem Song Powerade gemeinsam mit dem Rapper Ion Miles den Durchbruch. Die Reinterpretation des 2008 von der US-amerikanischen Band MGMT veröffentlichten Songs Kids chartete in Deutschland auf Platz zwei der Single-Charts und wurde in Deutschland mit Platin und in Österreich und der Schweiz mit Gold ausgezeichnet. Es folgten weitere Produktionen für die Berliner Band BHZ und deren Mitglieder wie Longus Mongus oder Monk.
Seit 2023 nennt er sich Sira. Den bisher größten Erfolg erzielte Sira durch seine Beteiligung an der Produktion der Single Komet von Udo Lindenberg und Apache 207. Den in Deutschland 2-fach-Platin-prämierten Song produzierte er gemeinsam mit Jumpa.

## Diskografie

### EPs
| Jahr | Titel Musiklabel                                    | Höchstplatzierung, Gesamtwochen, AuszeichnungChartplatzierungen (Jahr, Titel, Musiklabel, Platzierungen, Wochen, Auszeichnungen, Anmerkungen) | Höchstplatzierung, Gesamtwochen, AuszeichnungChartplatzierungen (Jahr, Titel, Musiklabel, Platzierungen, Wochen, Auszeichnungen, Anmerkungen) | Anmerkungen                                            |
| Jahr | Titel Musiklabel                                    | DE | CH | Anmerkungen                                            |
| ---- | --------------------------------------------------- | --- | --- | ------------------------------------------------------ |
| 2025 | Beeil dich wir werden erwachsen Selbstverlag (Sony) | DE37 (1 Wo.)DE | CH50 (1 Wo.)CH | Erstveröffentlichung: 4. Juli 2025 mit Ion Miles & BHZ |

### Singles
| Jahr        | Titel Album                 | Höchstplatzierung, Gesamtwochen, AuszeichnungChartplatzierungen (Jahr, Titel, Album, Platzierungen, Wochen, Auszeichnungen, Anmerkungen) | Höchstplatzierung, Gesamtwochen, AuszeichnungChartplatzierungen (Jahr, Titel, Album, Platzierungen, Wochen, Auszeichnungen, Anmerkungen) | Höchstplatzierung, Gesamtwochen, AuszeichnungChartplatzierungen (Jahr, Titel, Album, Platzierungen, Wochen, Auszeichnungen, Anmerkungen) | Anmerkungen                                                                     |
| Jahr        | Titel Album                 | DE | AT | CH | Anmerkungen                                                                     |
| ----------- | --------------------------- | --- | --- | --- | ------------------------------------------------------------------------------- |
| als SiraOne |                             | | | |                                                                                 |
|             |                             | | | |                                                                                 |
| 2022        | Powerade –                  | DE2 Platin · (69 Wo.)DE | AT3 Gold · (31 Wo.)AT | CH14 Gold · (25 Wo.)CH | Erstveröffentlichung: 22. April 2022 Verkäufe: + 425.000; mit Ion Miles         |
| 2022        | Secco Maracuja –            | DE66 (1 Wo.)DE | — | — | Erstveröffentlichung: 29. Juli 2022 mit Monk & Longus Mongus feat. Themba       |
| als Sira    |                             | | | |                                                                                 |
|             |                             | | | |                                                                                 |
| 2023        | Comme des garçons –         | DE— aDE | — | — | Erstveröffentlichung: 14. April 2023 mit Ion Miles                              |
| 2023        | 9 bis 9 –                   | DE1 Platin · (75 Wo.)DE | AT2 (61 Wo.)AT | CH8 (29 Wo.)CH | Erstveröffentlichung: 5. Mai 2023 Verkäufe: + 600.000; feat. Bausa & Badchieff  |
| 2023        | Scheiß auf eure Party 2.0 – | DE41 (1 Wo.)DE | — | — | Erstveröffentlichung: 18. August 2023 feat. Ufo361                              |
| 2023        | Crash Dummy –               | DE24 (4 Wo.)DE | AT42 (2 Wo.)AT | CH42 (2 Wo.)CH | Erstveröffentlichung: 3. November 2023 mit Ion Miles & Monk                     |
| 2023        | Wonderful Life –            | DE1 (13 Wo.)DE | AT2 (10 Wo.)AT | CH1 (9 Wo.)CH | Erstveröffentlichung: 29. Dezember 2023 6PM Records feat. Hurts, Luciano & Sira |
| 2024        | Junge Baller –              | DE4 (14 Wo.)DE | AT8 (8 Wo.)AT | CH21 (5 Wo.)CH | Erstveröffentlichung: 7. Juni 2024 mit 6PM Records, Ski Aggu & Haaland936       |
| 2025        | Margiela –                  | DE42 (1 Wo.)DE | — | — | Erstveröffentlichung: 28. März 2025 feat. RIN & Lucio101                        |
| 2025        | Gut aus –                   | DE27 (6 Wo.)DE | — | — | Erstveröffentlichung: 25. April 2025 Badchieff feat. Makko & Sira               |
| 2025        | Jung und laut –             | DE71 (1 Wo.)DE | — | — | Erstveröffentlichung: 27. Juni 2025 Badchieff feat. Sira & Ski Aggu             |
| 2025        | 30 Mal am Tag Aymen         | DE1 (… Wo.)DE | AT3 (… Wo.)AT | CH6 (… Wo.)CH | Erstveröffentlichung: 24. Juli 2025 Aymen feat. Sira                            |

### Autorenbeteiligungen und Produktionen
Sira als Autor und Produzent in den Charts

| Jahr | Titel Interpretation                          | Höchstplatzierung, Gesamtwochen, AuszeichnungChartplatzierungen (Jahr, Titel, Interpretation, Platzierungen, Wochen, Auszeichnungen, Anmerkungen) | Höchstplatzierung, Gesamtwochen, AuszeichnungChartplatzierungen (Jahr, Titel, Interpretation, Platzierungen, Wochen, Auszeichnungen, Anmerkungen) | Höchstplatzierung, Gesamtwochen, AuszeichnungChartplatzierungen (Jahr, Titel, Interpretation, Platzierungen, Wochen, Auszeichnungen, Anmerkungen) | Anmerkungen                                                 |
| Jahr | Titel Interpretation                          | DE | AT | CH | Anmerkungen                                                 |
| --- | --------------------------------------------- | --- | --- | --- | ----------------------------------------------------------- |
| 2022 | Top auf Ion Miles                             | DE100 (1 Wo.)DE | — | — | Erstveröffentlichung: 20. Mai 2022                          |
| 2023 | Komet Udo Lindenberg & Apache 207             | DE1 ×2Doppelplatin · (117 Wo.)DE | AT1 ×3Dreifachplatin · (97 Wo.)AT | CH2 ×2Doppelplatin · (78 Wo.)CH | Erstveröffentlichung: 19. Januar 2023 Verkäufe: + 1.350.000 |
| 2023 | Purple Rain Monk                              | DE67 (1 Wo.)DE | — | — | Erstveröffentlichung: 31. März 2023                         |
| 2023 | Mietfrei Ski Aggu                             | DE5 Gold · (20 Wo.)DE | AT22 (16 Wo.)AT | CH36 (6 Wo.)CH | Erstveröffentlichung: 13. Juli 2023 Verkäufe: + 300.000     |
| Folgende Lieder erschienen nicht als Single, wurden aber durch das Album zum Download und Streaming bereitgestellt und konnten somit eine Platzierung erlangen: |                                               | | | |                                                             |
| |                                               | | | |                                                             |
| 2022 | Pass nicht rein Ion Miles feat. Longus Mongus | DE65 (1 Wo.)DE | — | — | Charteinstieg: 1. Juli 2022                                 |